# 泥沼毛粉蝨
泥沼毛粉蝨（学名：Setaleyrodes mirabilis）为粉蝨科毛粉蝨屬下的一个种。